# Canned Heat Blues
Singles de Tommy Johnson
Bye Bye Blues
(1928) Alcohol And Jake Blues
(1929)
Canned Heat Blues est un morceau de blues écrit par Tommy Johnson en 1928. 

## Historique
Canned Heat Blues a été enregistré pour la première fois par Tommy Johnson à Memphis en août 1928 pour le label Victor, bien que la date de composition soit probablement plus ancienne. Johnson est seul, chantant et s'accompagnant lui-même à la guitare. Le titre fait référence à un alcool, le Sterno ou « Canned Heat », utilisé normalement comme combustible mais qui, une fois filtré et mélangé avec du sucre et de l'eau, servait de boisson pendant la période de la prohibition. Canned Heat Blues est le blues le plus personnel et le plus prophétique de Johnson. En effet, Tommy buvait n'importe quoi quand il ne pouvait pas obtenir de whisky, y-compris du Canned Heat.
Le disque est publié par Victor le 4 octobre 1929 avec en face B la chanson Big Fat Mamma Blues, enregistrée le même jour. En décembre 1929, Tommy Johnson enregistre une nouvelle version à Grafton, Wisconsin, pour le label Paramount, intitulée Alcohol And Jake Blues, d'après le nom d'un autre alcool de contrebande.
Canned Heat Blues est rééditée une première fois en 1966 sur l'album de compilation Blues Roots / Mississippi réalisé par Samuel Charters pour RBF.

## Analyse
Ce titre est joué en ré comme Big Road Blues, enregistré par Tommy Johnson plus tôt dans l'année, avec lequel il partage certains passages de guitare.
Les paroles avouent et dénoncent tout à la fois l'attraction et le pouvoir de destruction du produit. L'entrain de la mélodie contraste avec la noirceur des paroles. Pour Ted Gioia, « peu de chansons ont su capturer la réalité de l'addiction en des termes aussi puissants ».

## Postérité
Le groupe de blues rock Canned Heat s'est inspiré de ce titre pour son nom, en hommage à Tommy Johnson.
Canned Heat Blues a été reprise par de nombreux artistes de blues, notamment Ishman Bracey, Willie Lofton, les Mississippi Sheiks, Sloppy Henry, John Henry "Bubba" Brown, Houston Stackhouse et Boogie Bill Webb.
En 2013, le morceau est intronisé au Blues Hall of Fame de la Blues Foundation en tant qu'« enregistrement classique du blues ».